# علی نبی‌زاده
علی نبی‌زاده (زادهٔ ۱۵ اسفند ۱۳۷۴ در مشهد) بازیکن فوتبال اهل ایران است که در پست هافبک مرکزی برای باشگاه فوتبال نساجی مازندران بازی می‌کند

## سوابق باشگاهی
نبی زاده در نقل و انتقالات زمستانی فصل ۱۴۰۰–۱۳۹۹ برای پشت سرگذاشتن دوران سربازی راهی فجر سپاسی شیراز شد. در پایان این فصل فجر با قهرمانی در لیگ آزادگان به رقابت‌های لیگ برتر راه یافت.